# 키라키라☆프리큐어 아라모드
《키라키라☆프리큐어 아라모드》(일본어: キラキラ☆プリキュアアラモード 키라키라☆푸리큐아 아라모도[*] 영어: Kirakira☆Precure à la Mode)는 도에이 애니메이션 제작의 애니메이션이다.

## 개요
- 아사히 방송 및 TV 아사히 계열국을 통해 2017년 2월 5일부터 2018년 1월 28일까지 방영되었다.
- 프리큐어 시리즈 통상 14번째 작품이자 12대 프리큐어에 해당되는 작품이다.
- 5인에서 6인체제로 진행한 시리즈로 Yes! 프리큐어5/Yes! 프리큐어5 GoGo!와 같이 인원 수가 많다.
- 여타 프리큐어 시리즈와 달리 격투형이 아닌 시리즈이다.
- 캐릭터들 대부분이 수인(獸人)의 모습으로 나오는 것이 특징이며 이름마다 디저트 음식 관련이 많이 들어간다.
- 프리큐어 시리즈 중 최초로 올스타즈에 출연하지 않는 작품이며 대신 올스타즈가 스타즈로 변경되면서부터 드림스타즈에 출연하게 된다. 대신 나머지 프리큐어 시리즈 캐릭터들과 차기작인 허긋토! 프리큐어 37화에서 처음으로 만나게 된다.

## 방송 일시
| 방송 채널                  | 방송일                           | 방송 시간 |
| -------------------------- | -------------------------------- | --------- |
| TV 아사히 계열 아사히 방송 | 2017년 2월 5일 ~ 2018년 1월 28일 | 종료      |

## 등장인물

### 키라키라☆프리큐어 아라모드
우사미 이치카(우사미)/큐어 휘프(일본어: 宇佐美 いちか / キュアホイップ)
성우: 미야마 카렌 / 장미
색깔:      분홍색
디저트를 사랑하는 밝고 명랑한 중학교 2학년 소녀. 감수성 풍부하고 기쁠 때 통통 날뛰는 모습이 토끼를 닮았다. 덜렁이지만 케이크 데코레이션 만큼은 자신감을 갖고 있다. 직감과 영감을 살린 애니멀 스위트를 연달아 창안해낸다. 토끼 쇼트 케이크의 프리큐어 큐어 휩으로 변신한다.
아리스가와 히마리(전다숙)/큐어 커스터드(일본어: 有栖川 ひまり / キュアカスタード)
성우: 후쿠하라 하루카 / 김채린
색깔:      노란색
노력파에 영리한 학구파 소녀. 조그만 체구에 날쌘 모습이 다람쥐를 닮았다. 소심한 성격이지만 좋아하는 디저트 얘기가 나오면 말이 많아진다. 디저트에 대해서는 뭐든 빠삭한 '스위트 박사'로서 믿음이 간다. 다람쥐 푸딩의 프리큐어 큐어 커스터드로 변신한다.
타테가미 아오이(민초림)/큐어 젤라토(일본어: 立神 あおい / キュアジェラート)
성우: 무라나카 토모 / 손선영
색깔:      파란색
자유분방하고 정열적인 록스타 소녀. 용감하고 당당한 성격은 사자를 닮았다. 노래를 좋아하여 록밴드의 보컬을 맡고 있다. 사실은 엄청난 대부호의 영애이다. 디저트 만들 때는 완력을 살린 파트를 담당하여 지탱해준다. 사자 아이스크림의 프리큐어 큐어 젤라토로 변신한다.
코토즈메 유카리(김원미)/큐어 마카롱(일본어: 琴爪 ゆかり / キュアマカロン)
성우: 후지타 사키 / 김보나
색깔:      보라색
기품있고 고상한 고등학교 2학년 소녀. 조금 새침하고 변덕스러운 성격은 고양이를 닮았다. 다재다능하여 뭐든 쉽게 해내기 때문에 일상이 따분하다고 여겼으나 엉뚱한 이치카와 만난 후 하루하루를 즐기게 된다. 고양이 마카롱의 프리큐어 큐어 마카롱으로 변신한다.
켄조 아키라(백장원)/큐어 쇼콜라(일본어: 剣城 あきら / キュアショコラ)
성우: 모리 나나코 / 곽규미
색깔:      빨간색
늠름하고 보이쉬한 외모를 가진 자상하고 믿음직한 고등학교 2학년. 동료들을 아끼고 의리 있는 성격은 개를 닮았다. 현재 떨어져 사는 몸이 약한 동생에게 자주 초콜릿을 선물 해 준다. 개 초콜릿의 프리큐어 큐어 쇼콜라로 변신한다.
키라링/키라호시 시엘(신기설)/큐어 파르페(キラリン / 일본어: キラ星 シエル / キュアパルフェ)
성우: 미나세 이노리 / 이다은
색깔:                              무지개색 ·      청록색
프랑스에서 온 천재 파티시엘 소녀. 그녀의 정체는 바로 딸기 산에서 수행하던 요정 키라링이다. 프리큐어가 되어서 디저트로 모두가 행복하길 바라는 꿈을 쫓으며 곧게 뻗어나가는 모습이 페가수스를 닮았다. 페가수스 파르페의 프리큐어 큐어 파르페로 변신한다.

### 요정
페코링/큐어 페코링(ペコリン / キュアペコリン)
성우: 카나이 미카
색깔:      분홍색
장로
성우: 미즈시마 유
색깔:      보라색
피카리오(ピカリオ)
성우: 미나가와 쥰코
색깔:      하늘색

### 키라키라루를 빼앗는 존재
누아르(ノワール)
성우: 시오야 요쿠
키라키라루를 빼앗는 자들의 진 흑막이자, 최종보스
가미
성우: 우에다 유지
푸루푸루
성우: 타카토라
홋토
성우: 이마루오카 아츠시
줄리오/쿠로키 리오(신고석)(ジュリオ / 일본어: 黒樹 リオ)
성우: 미나가와 쥰코 / 김민주
비브리(ビブリー)
성우: 치바 치에미 / 김윤채
엘리시오(エリシオ)
성우: 히라카와 다이스케
그레이브(グレイブ)
성우: 에가와 히사오

### 특별출연
노노 하나/큐어 옐(일본어: 野乃 はな / キュアエール)
성우 - 히키사카 리에
차기작인 허긋토! 프리큐어의 주인공. 이 작품 최종화에서 선행출연하였다.

## 주제가
오프닝 테마 〈SHINE!! 키라키라☆프리큐어 아라모드〉
가수 - 코마가타 유리 / 작사 - 오오모리 사치코 / 작곡 · 편곡 - 오오타케 토모유키
첫 번째 엔딩 테마 〈렛츠·라·쿠킹☆쇼타임〉(1화-22화)
가수 - 미야모토 카나코 / 작사 · 작곡 · 편곡 - Nostalgic Orchestra
두 번째 엔딩 테마 〈슈비두비☆스위츠 타임〉(23화-49화)
가수 - 미야모토 카나코 / 작사 · 작곡 · 편곡 - R.O.N

## 방영 목록
| 화수       | 제목                                                                                          | 방송일           |
| ---------- | --------------------------------------------------------------------------------------------- | ---------------- |
| 01         | 大好きたっぷり! キュアホイップできあがり! 사랑 듬뿍! 큐어 휩 완성!                            | 2017년 2월 5일   |
| 02         | 小さな天才 キュアカスタード! 작은 천재 큐어 커스터드!                                         | 2017년 2월 12일  |
| 03         | 叫べライオン! キュアジェラート! 포효하는 사자! 큐어 젤라토!                                   | 2017년 2월 19일  |
| 04         | 3人そろってレッツ・ラ・まぜまぜ! 3명 모여 렛츠 라 섞어 섞어!                                  | 2017년 2월 26일  |
| 05         | きまぐれお姉さまはキュアマカロン! 변덕쟁이 언니는 큐어 마카롱!                                | 2017년 3월 5일   |
| 06         | これってラブ!? 華麗なるキュアショコラ! 이것은 사랑!? 화려한 큐어 쇼콜라!                      | 2017년 3월 12일  |
| 07         | ペコリン、ドーナツ作るペコ～! 페코링, 도넛 만들 거야 페코~!                                   | 2017년 3월 19일  |
| 08         | キラパティオープン…できません! 키라파티오픈... 할 수 없어요!                                  | 2017년 3월 26일  |
| 09         | キラパティがあなたの恋、叶えます! 키라파티가 당신의 사랑을 이룰 것입니다!                     | 2017년 4월 2일   |
| 10         | ゆかりVSあきら! 嵐を呼ぶおつかい! 유카리 VS 아키라! 폭풍우를 부르는 심부름!                   | 2017년 4월 9일   |
| 11         | 決戦! プリキュアVSガミー集団! 대결! 프리큐어 VS가미 집단!                                     | 2017년 4월 16일  |
| 12         | 敵は…モテモテ転校生?! 적은..인기만점 전학생?!                                                 | 2017년 4월 23일  |
| 13         | ムリムリ! ひまり、まさかのデビュー! 무리무리! 히마리,설마 했던 데뷔!                          | 2017년 4월 30일  |
| 14         | お嬢さまロックンロール! 아가씨 로큰롤!                                                        | 2017년 5월 7일   |
| 15         | 愛ゆえに! 怒りのキュアショコラ! 사랑 때문에! 분노의 큐어 쇼콜라!                              | 2017년 5월 14일  |
| 16         | キケンな急接近! ゆかりとリオ! 위험한 급접근! 유카리와 리오!                                   | 2017년 5월 21일  |
| 17         | 最後の実験! 変身できないキュアホイップ! 최후의 실험! 변신할 수 없는 큐어 휩!                  | 2017년 5월 28일  |
| 18         | ウワサの主は強敵ビブリー! 소문의 주인공은 강적 비브리!                                        | 2017년 6월 4일   |
| 19         | 天才パティシエ! キラ星シエル! 천재 파티시에! 키라호시 시엘!                                   | 2017년 6월 11일  |
| 20         | 憧れまぜまぜ! いちかとシエル! 동경을 섞어섞어! 이치카와 시엘!                                 | 2017년 6월 25일  |
| 21         | なんですと～!? 明かされるシエルの正体! 뭐라고~!? 드러나는 시엘의 정체!                        | 2017년 7월 2일   |
| 22         | やめてジュリオ! 憎しみのキラキラル! 그만해 줄리오! 증오의 키라키라루!                         | 2017년 7월 9일   |
| 23         | 翔べ! 虹色ペガサス、キュアパルフェ! 날아라! 무지개 페가수스, 큐어 파르페!                     | 2017년 7월 16일  |
| 24         | 転校生は妖精キラリン?! 전학생은 요정 키라링?!                                                 | 2018년 7월 23일  |
| 25         | 電撃結婚!? プリンセスゆかり! 전격결혼!? 프린세스 유카리!                                      | 2017년 7월 30일  |
| 26         | 夏だ! 海だ! キラパティ漂流記! 여름이다! 바다다! 키라파티 표류기!                              | 2017년 8월 6일   |
| 27         | アツ～いライブバトル! あおいVSミサキ! 뜨거운 라이브 배틀! 아오이 VS 미사키!                   | 2017년 8월 13일  |
| 28         | ふくらめ! ひまりのスイーツ大実験! 부풀어라! 히마리의 스위츠 대실험!                           | 2017년 8월 20일  |
| 29         | 大ピンチ! 闇に染まったキュアマカロン! 대위기! 어둠에 물든 큐어 마카롱!                        | 2017년 8월 27일  |
| 30         | 狙われた学園祭! ショコラ・イン・ワンダーランド! 표적이 된 학원제! 쇼콜라 인 원더랜드          | 2017년 9월 3일   |
| 31         | 涙はガマン! いちか笑顔の理由! 눈물은 참아! 이치카 미소의 이유!                                | 2017년 9월 10일  |
| 32         | キラッと輝け６つの個性! キラキラルクリーマー! 반짝하고 빛나는 6개의 개성! 키라키라루 크리머!  | 2017년 9월 17일  |
| 33         | スイーツがキケン?! 復活、闇のアニマル! 스위츠가 위험?! 부활 어둠의 동물!                      | 2017년 9월 24일  |
| 34         | 小さな大決闘! ねこゆかりVS妖精キラリン! 작은 대결투! 고양이 유카리 vs 요정 키라링             | 2017년 10월 1일  |
| 35         | デコボコぴったり! ひまりとあおい! 울퉁불퉁 딱! 히마리와 아오이                                | 2017년 10월 8일  |
| 36         | いちかとあきら! いちご坂大運動会! 이치카와 아키라! 이치고자카 대운동회!                       | 2017년 10월 15일 |
| 37         | サリュー! シエル、フランスへ去るぅー?! 살뤼(Salut)! 시엘, 프랑스로 떠나다?!                   | 2017년 10월 22일 |
| 38         | ペコリン人間になっちゃったペコ～! 페코링 인간이 되어버렸다 페코~!                             | 2017년 10월 29일 |
| 39         | しょんな～! プリキュアの敵はいちご坂?! 말도 안 돼~! 프리큐어의 적은 이치고자카?!              | 2017년 11월 12일 |
| 40         | レッツラ・おきがえ! スイーツキャッスルできあがり! 렛츠 라 갈아입기! 스위츠 캐슬 완성!         | 2017년 11월 19일 |
| 41         | 夢はキラ☆ピカ無限大! 꿈은 키라☆피카 무한대!                                                   | 2017년 11월 26일 |
| 42         | 歌えWOW! あおいラストソング! 노래해 WOW! 아오이 라스트 송!                                    | 2017년 12월 3일  |
| 43         | かくし味は勇気です! ひまりの未来レシピ! 숨겨진 맛은 용기입니다! 히마리의 미래 레시피!         | 2017년 12월 10일 |
| 44         | 雪に秘めた想い! 愛をさけべ、あきら! 눈에 담은 마음! 사랑을 외쳐라, 아키라!                    | 2017년 12월 17일 |
| 45         | さよならゆかり! トキメキ☆スイーツクリスマス! 잘 가 유카리! 두근두근☆스위츠 크리스마스!        | 2017년 12월 24일 |
| 46         | ノワール大決戦! 笑顔の消えたバースデー! 누아르 대결전! 미소가 사라진 생일!                    | 2018년 1월 7일   |
| 47         | 大好きをとりもどせ! キュアペコリンできあがり! 사랑하는 마음을 되찾아라! 큐어 페코링 완성      | 2018년 1월 14일  |
| 48         | さいごの戦い! 世界まるごとレッツ・ラ・まぜまぜ! 마지막 대결! 세계를 통째로 렛츠 라 섞어 섞어! | 2018년 1월 21일  |
| 49[최종회] | 大好きの先へ! ホイップ・ステップ・ジャーンプ! 사랑이 있는 곳으로! 휩・스텝・점프!             | 2018년 1월 28일  |

## 극장판
극장판 키라키라☆프리큐어 아라모드 파릿토! 추억의 밀푀유!
2017년 10월 28일 공개. 큐어 파르페는 영화 첫 등장이다. 동시 상영으로 단편 작품 「쁘띠☆드림스타즈!」와 「렛츠 라 쿠킹? 숏트 타임!」도 공개된다.

### 크로스 오버 극장판
극장판 프리큐어 드림스타즈!
2017년 3월 18일 공개.
극장판 프리큐어 슈퍼스타즈!
2018년 3월 17일 공개.
극장판 허긋토! 프리큐어♡두 사람은 프리큐어 올스타즈 메모리즈
2018년 10월 27일 공개. 프리큐어 15주년 기념작으로, 전작인 두 사람은 프리큐어 외 프리큐어 전 작품을 콜라보한 크로스 오버 작품이다.
극장판 프리큐어 미라클 유니버스
2019년 3월 16일 공개.
극장판 프리큐어 올스타즈 F
2023년 9월 15일 공개. 프리큐어 20주년 기념작이다.